# Dabuyiden

Das historische Tabaristan

Die Dābūyiden waren eine zoroastisch-iranische Lokaldynastie, die etwa 100 Jahre bis zu ihrer Beseitigung in 761 über Tabaristan am Kaspischen Meer herrschte. Sie führten den Titel des Espahbads.
Die Hauptquelle über die Dabuyiden stammt von Ibn Isfandiyar, einem Historiker des 12./13. Jahrhunderts, dessen Berichte über die Anfänge der Dynastie aber nicht ganz vertrauenswürdig sind. Nach ihm beanspruchten die Dabuyiden eine Abstammung vom sassanidischen Königsgeschlecht. So eroberte ein Enkel des Königs Zamasp (herrschte 496–499) namens Firuz die Region Gilan am Kaspischen Meer und hatte mit einer einheimischen Prinzessin einen Sohn namens Gilanschah. Dessen Sohn Gavbara eroberte Dailam und soll vom König Yazdegerd III. (herrschte 632-51) den Titel Gilan Farschvadgarschah (Herr über Gilan und Tabaristan) erhalten haben. Gavbaras Sohn und Namensgeber der Dynastie Dabuya residierte weiterhin in Gilan, während sein Sohn Farruchan den Herrschaftssitz nach Sari in Tabaristan verlegte und es gegen türkische und dailamitische Überfälle befestigte. Bei Esfabodan, das zwischen Sari und Amol lag, ließ er seine private Residenz errichten. Farruchan erweiterte sein Gebiet kurzzeitig bis nach Nischapur in Chorasan und erhielt vom Großkönig Yazdegerd III. den Titel des Espahbad von Chorasan. Als die Sassaniden wichtige Schlachten (von Qadisiya und Nehawend) gegen die expandierenden Araber verloren, bot Farruchan dem fliehenden Yazdegerd III. Schutz. Doch dieser floh weiter in den Osten, wo er 651 bei Merw getötet wurde.
Obwohl die Dabuyiden nominell die Herrscher Tabaristans waren, lag die tatsächliche Macht bei den Stammesführern und lokalen Herren der Bawandiden und den Qarenwandiden. Die Dabuyiden herrschten direkt über die Region Ruyan und die Niederungen Tabaristans bis nach Tamisch im Osten. Das noch weiter östliche Gorgan wurde von einem Marzban verwaltet.

## Kampf gegen die Araber
Nachdem der sassanidische König besiegt war, machten sich die neuen Machthaber daran, das gesamte Reich zu unterwerfen oder zumindest tributpflichtig zu machen. Das gebirgige Terrain Tabaristans machte eine Invasion schwer. Die ersten Einfälle ereigneten sich 650/51 unter der Führung des arabischen Verwalters von Kufa und erreichten Tamisch und Namia. Es kam aber zu keinem Aufeinandertreffen der Araber mit den Dabuyiden. 674 stieß eine arabische Streitmacht bis Royan vor, wo sie von Männern der Dabuyiden angegriffen und aufgerieben wurden. Die Araber bestimmten Mohammad bin Aschat Kendi zum Gouverneur für Tabaristan, der von den Dabuyiden gegen Frieden Tribute einforderte. Als die Tribute ausblieben, griff er die Dabuyiden an, verlor aber seinen Sohn dabei. Es folgten in den nächsten Jahren weitere Angriffe, die aber nicht zum gewünschten Erfolg führten. So wurde Ziyād ibn Abī Sufyān 695 durch den irakischen Statthalter al-Haddschādsch ibn Yūsuf mit einer Invasion beauftragt. Doch statt gegen Tabaristan musste er seinen Angriff gegen die Charidschiten, eine religiös-politische Oppositionsbewegung des frühen Islam, führen. Eine andere Armee aus Kufa wurde 696 oder 698 ausgesandt, um einen Teil der Charidschiten – die Azraqiten – daran zu hindern, bei den Dabuyiden unterzuschlüpfen. Die Charidschiten wurde besiegt und die Araber blieben bis 701 in Tabaristan, konnten es aber nicht unterwerfen.
716 machte sich der Nachfolger al-Haddschādschs, Yazīd ibn al-Muhallab, mit einer großen Armee auf, die Dabuyiden zu unterwerfen. Er eroberte Dehestan und Gorgan und konnte die erste Schlacht gegen die Dabuyiden für sich entscheiden. Doch deren Herrscher konnte mit Verstärkung durch Dalaimiten und Gilaker die Araber schlagen und Gorgan dazu bringen, gegen die zurückgeblieben arabischen Soldaten zu rebellieren. Der besiegte Yazīd konnte durch eine diplomatische List die Dabuyiden zu Tributzahlungen verpflichten und zog daraufhin seine Armee ab. Im folgenden Jahr wurde Yazīd durch den Kalifen Omar II. abgesetzt.
Gegen welchen Dabuyidenherrscher die Araber im Einzelnen kämpften, ist nicht immer ersichtlich, da die Dabuyiden in den arabischen Quellen mit ihrem Titel Espahbad erwähnt worden.

## Das Ende
Wenige Jahre später organisierten sich die Abbasiden – Rivalen der Umayyaden um die Würde des Kalifats – und begannen einen bewaffneten Aufstand. Der Aufstand brach 747 unter der Führung Abū Muslims in Chorasan aus und die Dabuyiden sicherten Abū Muslim ihre Treue zu. Als aber Abū Muslim 755 durch die neuen abbasidischen Machthaber hingerichtet wurde, erhoben sich seine Anhänger unter dem Zoroastrier Sunbādh in Nischapur. Der Dabuyide Chorschid unterstützte diesen und gewährte ihm nach einer Niederlage Zuflucht. Sunbādh wurde aber später durch einen Cousin Chorschids getötet, weil er diesem keinen Respekt gezeigt haben soll. Der Kalif al-Mansūr versuchte Chorschid auszubooten, indem er einen Rivalen Chorschids zum Espahbad ernannte. Dieses Manöver schlug aber fehl und so sandte al-Mansūr Chorschid eine Krone, um so seine Unterwerfung zu erreichen. Im Gegenzug schickte Chorschid dem Kalifen glanzvolle und reiche Geschenke, die die Gier des Kalifen weckten. 758/59 griff der Kalif Tabaristan an und schaffte es innerhalb von zwei Jahren das Gebiet zu erobern. Chorschid floh nach Dailam, aber als 761 seine Frau und Kinder gefangen genommen wurden, vergiftete er sich. Was mit seinen männlichen Nachkommen und Verwandten nach 761 geschah, ist unbekannt. Zwei seiner Töchter heirateten al-Mansūr und dessen Bruder.

## Chronologie

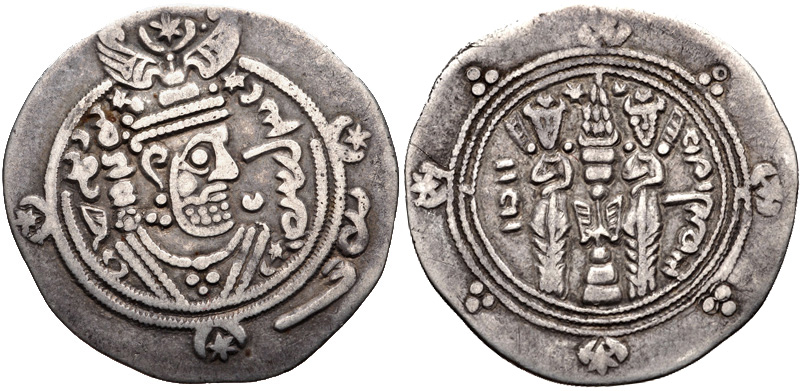
Eine sassanidische Münze aus der Herrschaftszeit des Chorschids

Bedingt durch die wenigen Quellen wurde versucht, die Reihenfolge der dabuyidischen Herrscher anhand von Münzen zu rekonstruieren. Der erste greifbare Herrscher war Farruchan der Große, der die Angriffe Yazīd ibn al-Muhallabs abwehrte. Farruchan starb 728 und ihm folgte sein Sohn Dadhburzmihr nach, über dessen Herrschaft wenig bekannt ist. Als Dadhburzmihr 740/41 starb, hinterließ er seinen sechsjährigen Sohn Chorschid, der durch seinen Onkel Farruchan den Kleinen erzogen wurde. Die Herrschaft wurde ebenfalls durch Farruchan dem Kleinen ausgeübt. Chorschid selbst herrschte später über ein florierendes Reich und versuchte öfter, sich komplett der Oberherrschaft des Kalifats zu entledigen.

### Herrscherliste
- Gil Gavbara/Gāvbāra (640–660)
- Dabuya/Dābūyā/Dābōē (660–676)
- Farruchan der Große/Farroḵān/Farḵān (712–728)
- Dadhburzmihr/Dātborzmehr/Dāḏmehr (728–740/41)
- Farruchan der Kleine (740/41–747/48) als Regent für Chorschid
- Chorschid/Ḵᵛoršīd (741–761)